# Icadyptes salasi
Icadyptes salasi är en utdöd fågel i familjen pingviner inom ordningen pingvinfåglar. Den beskrevs 1981 utifrån fossila lämningar från sen eocen funna i Peru.